# Phymatostetha axillaris
Phymatostetha axillaris är en insektsart som beskrevs av Jacobi 1905. Phymatostetha axillaris ingår i släktet Phymatostetha och familjen spottstritar. Inga underarter finns listade i Catalogue of Life.